# Autostrada A35 (Franța)
Autostrada A35, numită și Autoroute des cigognes sau L'Alsacienne, este o autostradă care traversează Alsacia de la sud la nord. Are o lungime de aproximativ 180 km, cu 2×2 benzi, cu excepția porțiunii care deservește Strasbourg, unde are 2×3 benzi și 2×4 benzi. A35 are un tronson comun de 9 km cu A4 la nord de Strasbourg.
Începe la punctul de frontieră franco-elvețian de la Saint-Louis, în continuarea autostrăzii elvețiene A3, apoi deservește orașele Mulhouse, Colmar, Sélestat, Obernai, Strasbourg și, în final, Lauterbourg. Se conectează la șoseaua federală germană B9 în apropiere de Lauterbourg.

## Caracteristici
A35 este incompletă, deoarece lipsește un tronson între Houssen și Guémar (continuitatea traseului fiind asigurată de D83, un drum destinat autovehiculelor). Secțiunea dintre Ebersheim și Entzheim, denumită șoseaua rapidă de pe versantul de la poalele Munților Vosgi (VRPV), a fost dată în folosință definitiv în ianuarie 2011, după o lungă perioadă de lucrări.
A35 este o autostradă neconcesionată, fiind astfel gratuită. A35 este paralelă cu autostrada germană A5. Din acest motiv, numeroase camioane aflate în tranzit preferă să circule pe A35 în loc de A5, pentru a evita plata taxei germane LKW-Maut. În fața acestei probleme, Comunitatea Europeană a Alsaciei intenționează să introducă o ecotaxă pentru a limita acest trafic.
Începând cu 1 ianuarie 2021, porțiunea autostrăzii A35 situată pe teritoriul Eurometropolei Strasbourg poartă denumirea de M35 (metropolitană).
Începând cu 17 decembrie 2021, A355 (Centura de ocolire vestică a Strasbourgului) leagă intersecția dintre A35 și A352 la Duttlenheim de joncțiunea dintre A35 Nord și A4 la Vendenheim. Tranzitul camioanelor este acum interzis pe M35. În orele de vârf, viteza este redusă la 70 km/h, iar o bandă este rezervată transportului public și carpooling-ului. La o lună după deschiderea A355, traficul camioanelor pe M35 a scăzut considerabil. Doar 10-20 % dintre ele nu respectă interdicția de tranzit.
La opt luni după punerea în funcțiune a A355, numărul camioanelor de mare tonaj pe M35 a scăzut cu 33%, iar numărul autoturismelor cu 6%.
- Carosabilul este deformat între ieșirile 18 și 14: viteza este limitată la 110 km/h.
- A35 devine drumul departamental 83 între ieșirile 23 și 18: viteza limitată rămâne 110 km/h.
- Depășirea este interzisă pentru camioanele de peste 3,5 t între Colmar și Sélestat, între orele 7:00 și 20:00. Viteza acestora este acum limitată la 80 km/h, inclusiv pe centura estică a orașului Colmar.

## Gestionare
Din 2006 până în 2021, autostrada A35 a fost administrată de DIR Est. Din 2021, gestiunea autostrăzii este asigurată de Colectivitatea Europeană Alsacia, cu excepția porțiunii situate pe teritoriul Eurometropolei Strasbourg.

## Ieșiri
Ieșirile de pe autostradă sunt numerotate de la nord spre sud, pornind de la granița cu Germania către Strasbourg, de la nr. 59 în scădere până la nr. 49. După ce traseul se suprapune cu A4, prima ieșire spre sud poartă nr. 1, iar numerotarea este crescătoare până la granița cu Elveția, unde ultima ieșire poartă nr. 37.
Această particularitate se explică prin faptul că, la momentul deschiderii traseului sudic de la Strasbourg, tronsonul situat la nord, între Strasbourg și granița germană, nu era destinat să fie clasificat ca autostradă. Acest tronson fusese inițial clasificat ca drum industrial (RI 2) până în 1980, deservind rafinăria din Reichstett, iar ulterior a fost clasificat ca drum departamental (RD 300) până în jurul anului 1994. Transformat ulterior în autostradă și denumit A35 Nord, ieșirile fostului RD 300 au fost numerotate în continuarea ieșirilor autostrăzii A4 venind dinspre Paris.

## Traseu
| De la granița cu Germania (șoseaua federală B9) până la A4; secțiune gratuită neconcesionată, având statut de drum expres (D1363), administrată de Colectivitatea Europeană Alsacia. | |              |
| | Granița dintre Germania și Franța. |              |
| RD1363 | |              |
| 59 - Lauterbourg | Orașe deservite: Lauterbourg, Wissembourg. | RD3 RD468    |
| RD1363 | |              |
| A35 | |              |
| 58 - Schaffhouse | Orașe deservite: Mothern, Munchhausen, Wintzenbach (nod rutier parțial). |              |
| 57 - Seltz | Orașe deservite: Betschdorf, Hatten, Niederrœdern, Seltz. | RD28         |
| 56 - Roppenheim | Orașe deservite: A5 (Karlsruhe, Basel), Baden-Baden, Rastatt, Roppenheim, Beinheim. | RD504 A5     |
| | Zonă de odihnă: Roeschwoog (sens Strasbourg > Allemagne). |              |
| 55 - Rountzenheim | Orașe deservite: Haguenau, Soufflenheim, Rountzenheim, Rœschwoog. | RD1063       |
| 54 - Sessenheim | Orașe deservite: Schirrhoffen, Soufflenheim, Sessenheim (nod rutier parțial). |              |
| 53 - Rohrwiller | Orașe deservite: Haguenau, Bischwiller, Drusenheim, Herrlisheim. | RD29         |
| 52 - Offendorf | Orașe deservite: A5 (Karlsruhe, Basel), Achern. | RD502 A5     |
| 51 - Gambsheim | Orașe deservite: Gambsheim, Weyersheim. |              |
| | Zone de odihnă: Le Landgraben (sens Allemagne > Strasbourg) ; La Pfeffermatt (sens Strasbourg > Allemagne).                                                                                                |              |
| 50 - La Wantzenau | Orașe deservite: La Wantzenau, Kilstett. |              |
| 49 - La Wantzenau | Orașe deservite: Reichstett, Hœrdt. | RD37         |
| | Limitare la 130 km/h (sens Strasbourg > Allemagne). |              |
| Intersecție | Nod rutier între A4, A355 și A35: Mulhouse, Strasbourg, Reichstett; Paris, Haguenau, Brumath. | A4 A355 E25  |
| Traseu comun cu A4; secțiune gratuită concesionată companiei Sanef. | |              |
| A4 E25 | |              |
| 49 - Reichstett | Orașe deservite: Vendenheim, Mundolsheim, Reichstett. | M63          |
| A4 E25 | |              |
| Traseu comun cu M35; secțiune gratuită cu statut de drum expres, administrată de Eurometropola Strasbourg.                                                                           | |              |
| M35 E25 | |              |
| | Limitare la 110 km/h (în ambele sensuri). |              |
| 49.1 - Souffelweyersheim | Orașe deservite: Hoenheim, Niederhausbergen, Souffelweyersheim (nod rutier parțial). |              |
| 50 - Schiltigheim | Orașe deservite: Bischheim, Schiltigheim, Mittelhausbergen. |              |
| 51 - Avenue des Vosges | Orașe deservite: Strasbourg-centru, Strasbourg-Avenue des Vosges, Strasbourg-Robertsau, Strasbourg-Instituțiile europene (nod rutier parțial).                                                             |              |
| M35 E25 | |              |
| De la M350 până la ieșirea 8; secțiune gratuită cu statut de drum expres, administrată de Eurometropola Strasbourg.                                                                  | |              |
| M35 E25 | |              |
| 1 - Cronenbourg | Orașe deservite: Strasbourg-Wacken, Strasbourg-Cronenbourg, Strasbourg-Place des Halles. |              |
| Intersecție | Nod rutier între M350 și M35: Strasbourg-Wacken, Strasbourg-Robertsau, Strasbourg-Avenue des Vosges, Strasbourg-Instituțiile europene (nod rutier parțial).                                                | M350         |
| 2 - Place des Halles | Oraș deservit: Strasbourg-Place des Halles (nod rutier parțial). |              |
| Intersecție | Nod rutier între M351 și M35: Nancy, Metz, Saverne, Strasbourg-Hautepierre, Strasbourg-Koenigshoffen. | M351         |
| 3 - Porte Blanche | Oraș deservit: Strasbourg-Porte Blanche (nod rutier parțial). |              |
| 3 - Strasbourg-Centre | Oraș deservit: Strasbourg-Centru (nod rutier parțial). |              |
| 4 - Place de l'Étoile | Orașe deservite: Kehl, Lingolsheim, Strasbourg-Place de l'Étoile, Strasbourg-Meinau, Strasbourg-Montagne Verte, Strasbourg-Elsau, Strasbourg-Neudorf, Z.I. de la Plaine des Bouchers (nod rutier parțial). | M352         |
| 5 - Baggersee | Orașe deservite: Illkirch-Graffenstaden, Illkirch-Graffenstaden-Nord, Strasbourg-Meinau. | M468         |
| | Zonă de servicii: Ostwald (în ambele sensuri). |              |
| 6 - La Vigie | Orașe deservite: Offenburg, Erstein, Ostwald, Illkirch-Graffenstaden, Illkirch-Graffenstaden-La Vigie. | M83          |
| 7 - Geispolsheim | Orașe deservite: Aeroportul Strasbourg, Lingolsheim, Geispolsheim, Fegersheim, Eschau, Offenburg. | M353 M400    |
| | Limitare la 110 km/h (sens Basel > Strasbourg). |              |
| 8 - Duppigheim-Est | Orașe deservite: Entzheim, Duttlenheim, Duppigheim, Duppigheim-Parc d'Activités Économiques. | M215 M392    |
| M35 E25 | |              |
| De la ieșirea 8 până la D83; secțiune gratuită neconcesionată, administrată de Colectivitatea Europeană Alsacia.                                                                     | |              |
| A35 E25 | |              |
| Intersecție | Nod rutier între A352, A355 și A35: Saint-Dié-des-Vosges (prin tunel), Mulhouse, Colmar, Obernai; Saint-Dié-des-Vosges, Schirmeck, Molsheim (nod rutier parțial).                                          | A352 A355    |
| 9 - Innenheim | Orașe deservite: Duttlenheim, Innenheim. |              |
| | Limitare la 130 km/h (sens Basel > Strasbourg). |              |
| 10 - Krautergersheim | Orașe deservite: Bischoffsheim, Z.A. Obernai, Krautergersheim. |              |
| 11 - Obernai | Orașe deservite: Obernai, Niedernai, Mont Sainte-Odile (nod rutier parțial). | RD426        |
| 11.1 - RD500 | Orașe deservite: Schirmeck, Molsheim, Rosheim, Z.A. Obernai (nod rutier parțial). | RD500        |
| 12 - Goxwiller | Orașe deservite: Benfeld, Barr, Obernai, Niedernai, Valff, Goxwiller. | RD206        |
| 13 - Zellwiller | Orașe deservite: Mont Sainte-Odile, Epfig, Barr, Mittelbergheim, Zellwiller, Barr-Z.A.. | RD62         |
| 14 - Kogenheim | Orașe deservite: Erstein, Benfeld, Kogenheim (nod rutier parțial). | RD1083       |
| 15 - Ebersheim | Orașe deservite: Dambach-la-Ville, Scherwiller, Ebersheim (nod rutier parțial). |              |
| 16/16a - Sélestat-Nord | Orașe deservite: Sélestat-centru, Ebersmunster, Ebersheim, Sélestat-Z.I. Nord. | RD1422       |
| 16b - Scherwiller | Orașe deservite: Epfig, Dambach-la-Ville, Scherwiller (nod rutier parțial). |              |
| 17 - Sélestat-Ouest | Orașe deservite: Nancy (prin tunel), Saint-Dié-des-Vosges (prin tunel), Freiburg im Breisgau, Sainte-Marie-aux-Mines, Villé, Sélestat-vest (nod rutier parțial).                                           | RD1059       |
| | Zonă de servicii: Le Haut-Koenigsbourg (în ambele sensuri). |              |
| | Trecerea din departamentul Bas-Rhin în departamentul Haut-Rhin. |              |
| 18 - Saint-Hippolyte | Orașe deservite: Sélestat-centru, Orschwiller-Castelul Haut-Koenigsbourg, Saint-Hippolyte. | RD1bisI RD83 |
| A35 E25 | |              |
| De la ieșirea 18 până la ieșirea 23; secțiune gratuită neconcesionată, cu statut de drum expres (D83), administrată de Colectivitatea Europeană Alsacia.                             | |              |
| RD83 E25 | |              |
| | Limitare la 110 km/h (sens Strasbourg > Basel). |              |
| 19 - Bergheim | Oraș deservit: Bergheim (nod rutier parțial). |              |
| 20 - Guémar | Orașe deservite: Bergheim, Marckolsheim, Illhaeusern, Guémar, Ribeauvillé. | RD106        |
| 21 - Ostheim-Nord | Orașe deservite: Riquewihr, Beblenheim, Ostheim (nod rutier parțial). | RD416bis     |
| 22 - Ostheim-Est | Orașe deservite: Ribeauvillé, Riquewihr, Beblenheim, Ostheim (nod rutier parțial). | RD300        |
| Ieșire | Acces doar către drumul expres spre Basel (nod rutier parțial). | RD300        |
| | Limitare la 110 km/h (sens Basel > Strasbourg). |              |
| 23 - Houssen | Orașe deservite: Colmar, Munster, Kaysersberg, Bennwihr, Houssen, Aeroportul Colmar. | RD83         |
| RD83 E25 | |              |
| De la ieșirea 23 până la granița cu Elveția; secțiune gratuită neconcesionată, administrată de Colectivitatea Europeană Alsacia.                                                     | |              |
| A35 E25 | |              |
| 24 - Colmar-Nord | Orașe deservite: Nancy, Saint-Dié-des-Vosges, Épinal, Kaysersberg, Colmar-nord, Houssen-Zones économiques (nod rutier parțial).                                                                            |              |
| 25 - Colmar-Est | Orașe deservite: Freiburg im Breisgau, Neuf-Brisach, Horbourg-Wihr, Colmar-sud, Colmar-Semm. | RD415        |
| 26 - Colmar-Sud | Oraș deservit: Colmar-centru (nod rutier parțial). | RD201        |
| | Zonă de odihnă: Le Fronholz (sens Strasbourg > Basel). |              |
| 27 - Sainte-Croix-en-Plaine | Orașe deservite: Herrlisheim-près-Colmar, Sundhoffen, Sainte-Croix-en-Plaine. | RD1          |
| 28 - Niederhergheim | Orașe deservite: Guebwiller, Gérardmer, Munster, Herrlisheim-près-Colmar, Niederhergheim. | RD35         |
| | Zonă de odihnă (sens Basel > Strasbourg). |              |
| | Limitare la 130 km/h (sens Strasbourg > Basel). |              |
| 29 - Niederentzen | Oraș deservit: Rouffach. |              |
| 30 - Meyenheim | Oraș deservit: Meyenheim (nod rutier parțial). | RD201        |
| 31 - Ensisheim | Orașe deservite: Neuf-Brisach, Guebwiller, Meyenheim, Ungersheim-Écomusée d'Alsace, Ensisheim. | RD2          |
| | Zonă de odihnă: Battenheim (sens Basel > Strasbourg). |              |
| 32 - Sausheim | Orașe deservite: Wittenheim, Kingersheim, Sausheim. | RD55         |
| Intersecție | Nod rutier între A36 și A35: Paris, Lyon, Mulhouse, Lörrach, Sausheim-Usine PSA Peugeot - Citroën. | A36 E54 E60  |
| A35 E25 E60 | |              |
| 33 - Rixheim | Orașe deservite: Rixheim, Habsheim. | RD201        |
| 34 - Sierentz | Orașe deservite: Sierentz, Kembs. | RD19bis      |
| 35 - Bartenheim | Oraș deservit: Bartenheim. | RD66         |
| | Limitare la 130 km/h (sens Basel > Strasbourg). |              |
| 36 - Euroairport | Orașe deservite: Aeroportul Basel-Mulhouse-Freiburg, Blotzheim. |              |
| 37 - Saint-Louis | Orașe deservite: Lörrach, Altkirch, Hésingue, Huningue, Saint-Louis, Blotzheim, . | RD105        |
| | Postul vamal din Saint-Louis |              |
| A35 E25 E60 | |              |
| | Granița dintre Franța și Elveția (Atenție: Autostrada A3 din Elveția este supusă unei taxe (vignetă) începând de la graniță!)                                                                              |              |
| A3 E25 E60 | |              |